# Othmar Raus
Othmar Raus (* 30. März 1945 in Bad Hall; † 11. Oktober 2020 in Salzburg) war ein österreichischer Politiker (SPÖ). Raus war von 1979 bis 1984 Abgeordneter zum Salzburger Landtag und von 1984 bis 2007 Landesrat bzw. Landeshauptfrau-Stellvertreter in der Salzburger Landesregierung.

## Ausbildung und Beruf
Raus besuchte nach der Volksschule bis 1959 die Unterstufe des Gymnasiums in Linz und absolvierte danach von 1959 bis 1962 eine Lehre als Drogist. Er legte 1962 die Drogisten- und Kaufmannsgehilfenprüfung ab und leistete 1963 seinen Präsenzdienst in Salzburg. Nachdem er 1964 wieder als Drogist in Linz gearbeitet hatte, war er von 1965 bis 1973 als Jugendreferent des Österreichischen Gewerkschaftsbundes sowie Sekretär der Gewerkschaft der Privatangestellten in Oberösterreich beschäftigt. Er absolvierte von 1966 bis 1967 die Sozialakademie der Arbeiterkammer Wien in Mödling und legte zudem 1970 die Externistenmatura ab. Danach studierte er von 1970 bis 1976 Rechtswissenschaften an den Universitäten Linz und Salzburg und promovierte 1976 zum Dr. iur. Beruflich war er 1974 als Landessekretär der Gewerkschaft der Privatangestellten nach Salzburg, wobei er bis 1984 in dieser Funktion beschäftigt war.
Ab 2004 war er Vorsitzender des Aufsichtsrates der Salzburg AG Zudem war er Vorsitzender im Aufsichtsrat des Salzburg Flughafen GmbH, sowie Stellvertretender Aufsichtsratsvorsitzender bei der Messezentrum Salzburg GmbH. Ab seinem Ausscheiden aus der Politik war Raus als Vizepräsident der Salzburger Kulturvereinigung tätig.

## Politik und Funktionen
Raus trat 1964 der SPÖ bei und wurde 1976 in den Bezirksvorstand der SPÖ Salzburg-Stadt gewählt. Er wurde am 16. Mai 1979 als Abgeordneter zum Salzburger Landtag angelobt und wechselte am 19. September 1984 als Landesrat in die Salzburger Landesregierung. Bereits 2003 kündigte Raus seinen Rückzug an, Landeshauptfrau Gabi Burgstaller überredete ihn aber 2004, noch einige Zeit weiter im Amt zu bleiben.
Am 28. April 2004 stieg er nach dem Wahlerfolg der Salzburger SPÖ zum Landeshauptfrau-Stellvertreter auf. Während seiner Tätigkeit war Raus unter anderem für die Ressorts Umwelt, Verkehr, Gemeinden, Gewerbe, Sport, Kultur, Wohnbau sowie Finanzen zuständig, zuletzt führte er die Ressorts Finanzen und Liegenschaften, Kultur, Sport, Umwelt und Wasser sowie Gewerbe. Per 12. Dezember 2007 schied er aus der Landesregierung aus.
Raus war von 1993 bis 2001 Bezirksparteivorsitzender der SPÖ in der Stadt Salzburg und ab 1980 Mitglied des Landesparteivorstandes sowie ab 1982 Mitglied des Landesparteipräsidiums. Des Weiteren wirkte er von 1984 bis 2005 als stellvertretender Landesparteivorsitzender der SPÖ Salzburg und von 1982 bis 1984 als Klubvorsitzender der SPÖ im Landtag. Zwischen 1974 und 1984 war er Vizepräsident der Salzburger Arbeiterkammer.

## Verurteilung im Swap-Prozess
Im sogenannten Swap-Prozess wurde Raus, dem Salzburger Bürgermeister Heinz Schaden und anderen Angeklagten vorgeworfen, sie hätten das Land Salzburg im Jahr 2007 sechs negativ bewertete Swap-Geschäfte ohne Gegenleistung von der Stadt Salzburg übernehmen lassen, wodurch dem Land ein Schaden von 4,8 Millionen Euro entstanden sei. Obwohl er seine Schuld bestritt, wurde Raus am 28. Juli 2017 wegen Untreue zu zwei Jahren Haft verurteilt, sechs Monate davon unbedingt. Am 2. Oktober 2019 verwarf der Oberste Gerichtshof die Nichtigkeitsbeschwerde und erhöhte die Strafe für Raus von zwei Jahren auf zweieinhalb Jahre, davon zehn Monate unbedingte Haft. In einem Gutachten attestierte ein gerichtlich beeideter Sachverständiger im März 2020 dauerhafte Vollzugsuntauglichkeit bei Raus.

## Auszeichnungen
- Ehrenring des Landes Salzburg (2007)[10]
- Großes Silbernes Ehrenzeichen des Landes Wien (2008)[11]
- Ehrensenator der Universität Salzburg (2008)